# Décès en 1230
Décès
- 1226
- 1227
- 1228
- 1229
- 1230
- 1231
- 1232
- 1233
- 1234

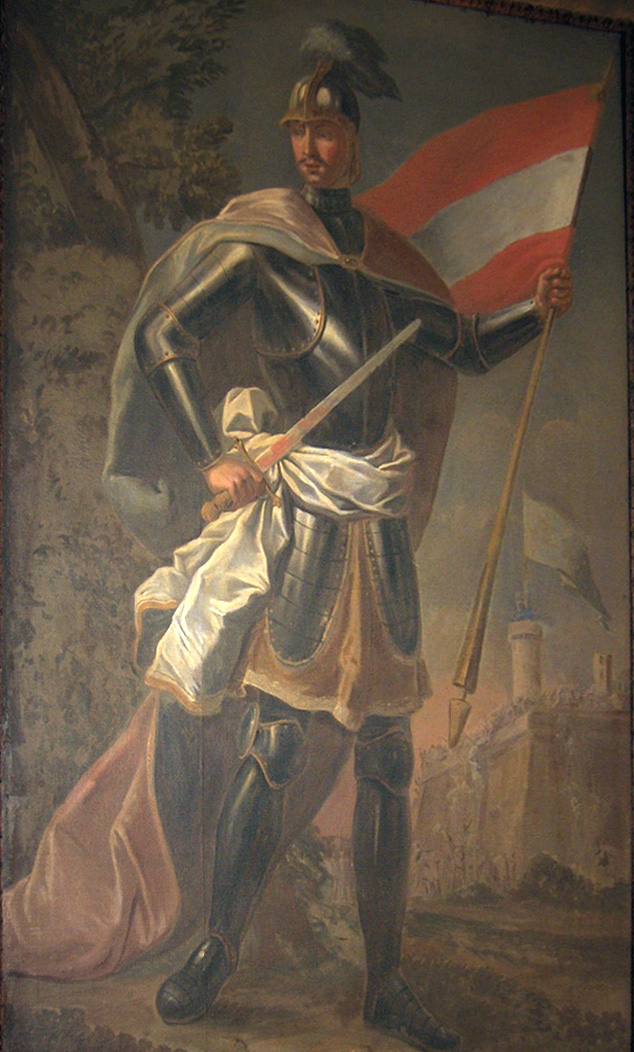
Léopold VI d'Autriche, mort en 1230.

Cette page dresse une liste de personnalités mortes au cours de l'année 1230 :
- 1er février : Fujiwara no Motofusa, membre du clan Fujiwara et l'un des régents Fujiwara.
- 18 avril : Bertrand de Garrigues, prieur du couvent de Toulouse, fondateur du couvent de Saint-Jacques.
- 13 mai : Casimir Ier d'Opole, duc d’Opole et de Racibórz.
- juillet : Marguerite de Blois, comtesse de Blois et de Châteaudun.
- 26 juillet : Léopold VI d'Autriche, duc de Styrie en 1194 et duc d’Autriche.
- 5 août : Hōjō Tokiuji, membre du clan Hōjō, fils ainé du troisième shikken (régent) du shogunat de Kamakura, Hōjō Yasutoki.
- vers le 25 août : Leone Brancaleone, Cardinal-diacre de S. Lucia in Septisolio et Cardinal-prêtre de S. Croce in Gerusalemme.
- 9 septembre : Siegfried II von Eppstein, cardinal allemand.
- 24 septembre : Alphonse IX de León, roi de León et de Galice.
- 8 octobre : Raoul (évêque de Saint-Malo)
- 25 octobre : Gilbert de Clare (5e comte de Gloucester).
- 3 novembre : Guillaume d'Auxerre, théologien français.
- 24 novembre : Mathieu II de Montmorency, dit le Grand Connétable, seigneur de Montmorency, d'Écouen, de Conflans-Sainte-Honorine, d'Acquigny et d'Attichy. Il fut nommé connétable de France.
- 15 décembre : Ottokar Ier de Bohême, prince suzerain puis roi de Bohême.

- Benedetto Antelami, architecte et sculpteur italien.
- Béatrice de Vienne, comtesse de Savoie.
- Renaut de Beaujeu, ou plus exactement Renaut de Bâgé ou de Baugé, seigneur de Saint-Trivier et écrivain.
- Bérangère de Navarre, reine consort d'Angleterre, princesse de Navarre, épouse de Richard Cœur de Lion.
- Eudes II de Sorcy, quarante-huitième évêque de Toul.
- Pélage Galvani, ou Pélage d'Albano, cardinal, docteur en droit canon et chef religieux de la cinquième croisade.
- Godred Don de Man, prétendant au royaume de Man et co-roi des Îles.
- Hélinand de Froidmont, poète médiéval, un chroniqueur et un écrivain ecclésiastique français.
- Samuel ibn Tibbon, rabbin, médecin et philosophe juif provençal.
- Ingegerd Birgersdotter de Bjelbo, reine de Suède et de Finlande, épouse du roi Sverker II de Suède.
- Jérémie d'Amchit,  de son vrai nom Abdallah Khairallah Obeid, ermite et patriarche maronite.
- Ubaldo Visconti, podestat de Pise et dirigeant de facto du Judicat de Cagliari.
- Walther von der Vogelweide, célèbre poète lyrique allemand.

date incertaine (vers 1230)
- Inghilbertus, prêtre italien, musicologue et pédagogue.
- Pérotin, dit maître Pérotin le Grand, compositeur français, représentatif de l'École de Notre-Dame, à Paris.

## Crédit d'auteurs
- Cet article est partiellement ou en totalité issu de l'article intitulé « 1230 » (voir la liste des auteurs).